# Formosa Dreamers
I Formosa Dreamers (福爾摩沙夢想家) sono una società cestistica avente sede a Taichung, Taiwan. Fondata nel 2017, gioca nella Taiwan Professional Basketball League.

## Storia
I Formosa Dreamers vennero fondati, nel 2017, da Chang Cheng-chung, Chris Hsu, Jimmy Chang, Chen Chien-Chou e Jonathan Han, un gruppo di imprenditori ed appassionati di pallacanestro tutti originari di Taiwan. La squadra nacque per sostituire i Kaohsiung Truth nella ASEAN Basketball League, come squadra che rappresentasse la nazione nella lega e per favorire lo sviluppo e la diffusione della pallacanestro a Taiwan.

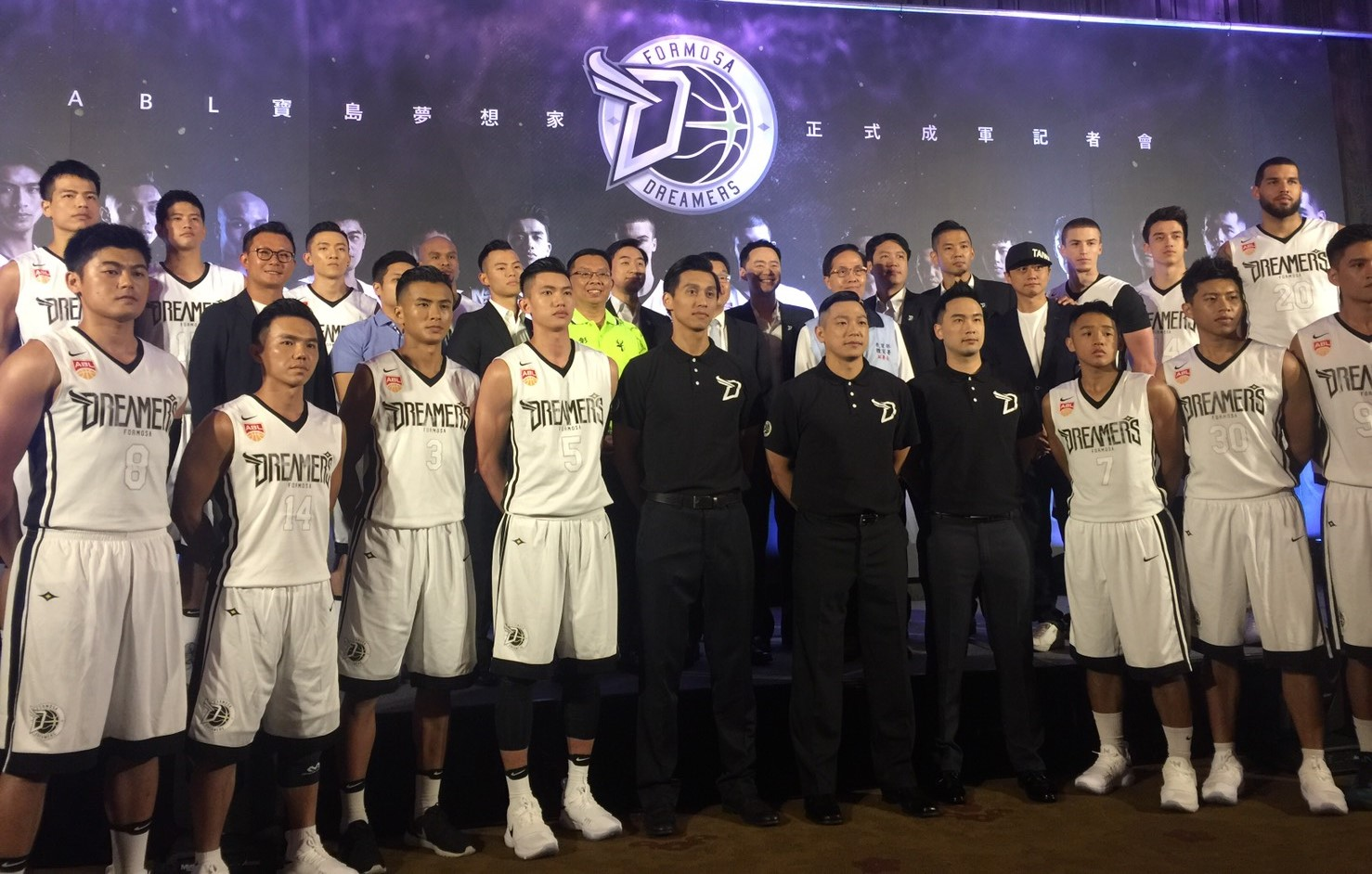
Il primo roster dei Dreamers per la stagione 17-18

La squadra fece il suo debutto nella stagione 2017-2018 della ASEAN Basketball League, che però concluse all'ultimo posto in classifica con una sola vittoria e diciannove sconfitte nella stagione. 

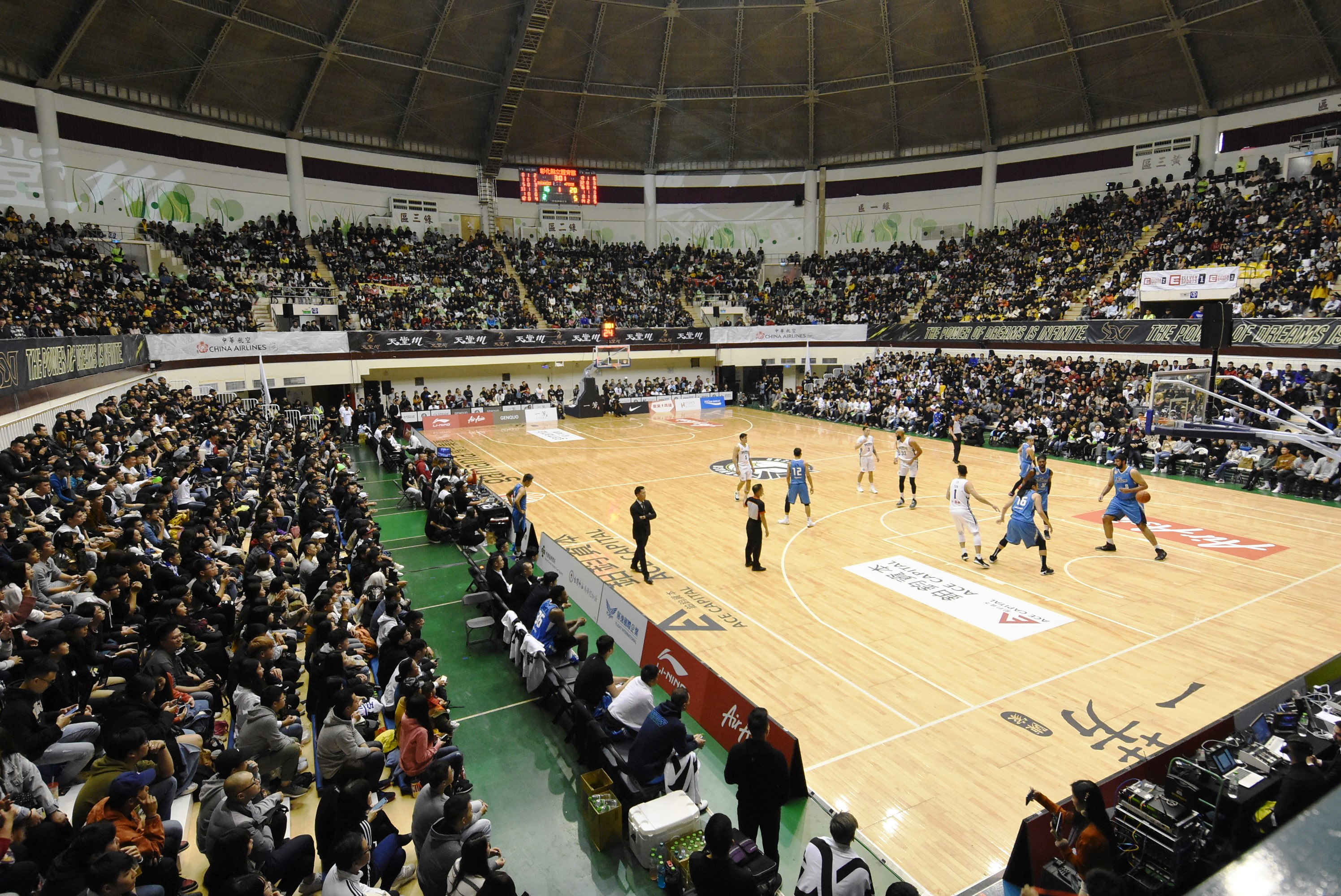
La partita d'esordio dei Dreamers nella ABL 19-20

Dopo una prima stagione molto mediocre nell'ABL, i Dreamers hanno poi sorpreso tutti nella stagione successiva, concludendo al primo posto nella stagione regolare della ABL 2018-19 con 19 vittorie e 7 sconfitte, uscendo però sconfitti nei quarti di finale. Oltre alle loro efficaci campagne di marketing e alla forte presenza sui social media, i Dreamers hanno riportato in squadra alcuni giocatori della cosiddetta "Generazione d'Oro di Taiwan" come Tien Lei e Lee Hsueh-lin dalla Cina, ponendo così una base cruciale per creare un sentimento di identità sia a livello locale che internazionale.
La stagione 2019-2020 della ASEAN Basketball League, la terza in cui partecipavano i Dreamers, venne sospesa durante la stagione regolare a causa della Pandemia da COVID-19, con la squadra che si trovava al quarto posto in classifica con 8 vittorie e 4 sconfitte.
Dopo l'annullamento della stagione ed il successivo rinvio, a data da destinarsi, della ripresa della ASEAN Basketball League, la dirigenza dei Dreamers e quella dei Taipei Fubon Braves, altra squadra di Taiwan che nel 2019 era entrata nella ABL, iniziarono a lavorare per creare una lega professionista nazionale e nel settembre del 2020, insieme ad altre due squadre diedero vita alla P. League+.
Nella prima edizione del nuovo campionato, tenutasi nella stagione 2020-2021, i Dreamers raggiunsero le finali per il titolo, ma uscirono sconfitti per 4-1 nella serie contro i Taipei Fubon Braves. Questo è rimasto il miglior posizionamento raggiunto dalla squadra nel campionato, visto che nelle successive tre edizioni sarebbe stata sempre eliminata nelle semifinali play-off.
Nel luglio del 2024 i Dreamers, congiuntamente ad altre sei squadre di Taiwan, hanno dato vita ad una nuova lega professionista, la Taiwan Professional Basketball League, a cui la squadra prende parte dalla stagione 2024-2025.

## Organico

### Roster 2024-2025
Il roster per la stagione sportiva 2024-2025 
|    | Naz.                                       | Ruolo | Sportivo          | Anno | Alt. | Peso |  |
| -- | ------------------------------------------ | ----- | ----------------- | ---- | ---- | ---- |  |
| 0  | Taiwan (bandiera)                          | G     | Chen Jen-Jei      | 1997 | 183  | 80   |  |
| 2  | Taiwan (bandiera)                          | AP    | Ma Chien-Hao      | 2001 | 201  | 90   |  |
| 3  | Taiwan (bandiera)                          | G     | Chang Tsung-Hsien | 1988 | 192  | 88   |  |
| 4  | Stati Uniti (bandiera)                     | C     | A.J. Pacher       | 1992 | 208  | 110  |  |
| 5  | Stati Uniti (bandiera)                     | AG    | Beau Beech        | 1994 | 203  | 95   |  |
| 8  | Taiwan (bandiera)                          | PG    | Wang Chen-Yuan    | 1998 | 176  | 70   |  |
| 9  | Taiwan (bandiera)                          | PG    | Wu Chia-Chun      | 1994 | 174  | 70   |  |
| 11 | Taiwan (bandiera)                          | PG    | Lin Chun-Chi      | 1998 | 175  | 70   |  |
| 17 | Canada (bandiera)                          | AG    | Anthony Bennett   | 1993 | 203  | 111  |  |
| 20 | Taiwan (bandiera)                          | G     | Chien Wei-Ju      | 1992 | 186  | 85   |  |
| 19 | Taiwan (bandiera)                          | AP    | Lin Chin-Pang     | 1985 | 190  | 90   |  |
| 21 | Taiwan (bandiera) · Stati Uniti (bandiera) | AP    | Douglas Creighton | 1985 | 200  | 90   |  |
| 24 | Stati Uniti (bandiera) · Taiwan (bandiera) | AP    | Randall Walko     | 1998 | 196  | 93   |  |
| 26 | Taiwan (bandiera)                          | C     | Lee Te-Wei        | 1991 | 201  | 105  |  |
| 27 | Taiwan (bandiera)                          | AP    | Shih Cheng-Ping   | 1999 | 190  | 80   |  |
| 28 | Taiwan (bandiera)                          | G     | Lu Kuan-Liang     | 1991 | 185  | 90   |  |
| 34 | Stati Uniti (bandiera) · Taiwan (bandiera) | C     | Brandon Gilbeck   | 1996 | 213  | 107  |  |
| 35 | Stati Uniti (bandiera)                     | AG    | Aric Holman       | 1997 | 208  | 100  |  |
| 41 | Taiwan (bandiera)                          | PG    | Chiang Yu-An      | 1991 | 174  | 75   |  |
| 88 | Taiwan (bandiera)                          | C     | Chou Po-Chen      | 1990 | 198  | 98   |  |

### Staff tecnico
| Ruolo                | Nome           |
| -------------------- | -------------- |
| Capo Allenatore      | Jamie Pearlman |
| Assistente           | Lai Po-Lin     |
| Assistente           | Chen Shih-Nien |
| Team Manager         | Wang Yu-Chih   |
| Preparatore Atletico | Chen Tzu-Chieh |
| Preparatore Atletico | Hou Yao-Hsin   |

## Allenatori
| Nome           | Anni           | Totale | Totale | Totale | Totale | Stagione regolare | Stagione regolare | Stagione regolare | Stagione regolare | Playoff | Playoff | Playoff | Playoff |
| Nome           | Anni           | G      | V      | S      | Per.   | G                 | V                 | S                 | Per.              | G       | V       | S       | Per.    |
| -------------- | -------------- | ------ | ------ | ------ | ------ | ----------------- | ----------------- | ----------------- | ----------------- | ------- | ------- | ------- | ------- |
| Hsu Hao-Cheng  | 2017–2018      | 20     | 1      | 19     | .050   | 20                | 1                 | 19                | .050              | 0       | 0       | 0       | .000    |
| Dean Murray    | 2018–2019      | 28     | 19     | 9      | .679   | 26                | 19                | 7                 | .731              | 2       | 0       | 2       | .000    |
| Kyle Julius    | 2019–2023      | 94     | 47     | 47     | .500   | 81                | 42                | 39                | .519              | 13      | 5       | 8       | .385    |
| Lai Po-Lin     | 2023           | 31     | 15     | 16     | .484   | 27                | 14                | 13                | .519              | 4       | 1       | 3       | .250    |
| Jamie Pearlman | 2024–in carica | 66     | 38     | 28     | .576   | 60                | 36                | 24                | .600              | 6       | 2       | 4       | .333    |
| Totale         | Totale         | 239    | 120    | 119    | .502   | 214               | 112               | 102               | .523              | 25      | 8       | 17      | .320    |

## Cestisti

### Giocatori celebri
Locali
- Chang Tsung-Hsien (張宗憲)
- Chen Hsiao-Jung (陳孝榮)
- Chen Shih-Nien (陳世念)
- Chiang Yu-An (蔣淯安)
- Chien Wei-Ju (簡偉儒)
- Chieng Li-Huan (成力煥)  player

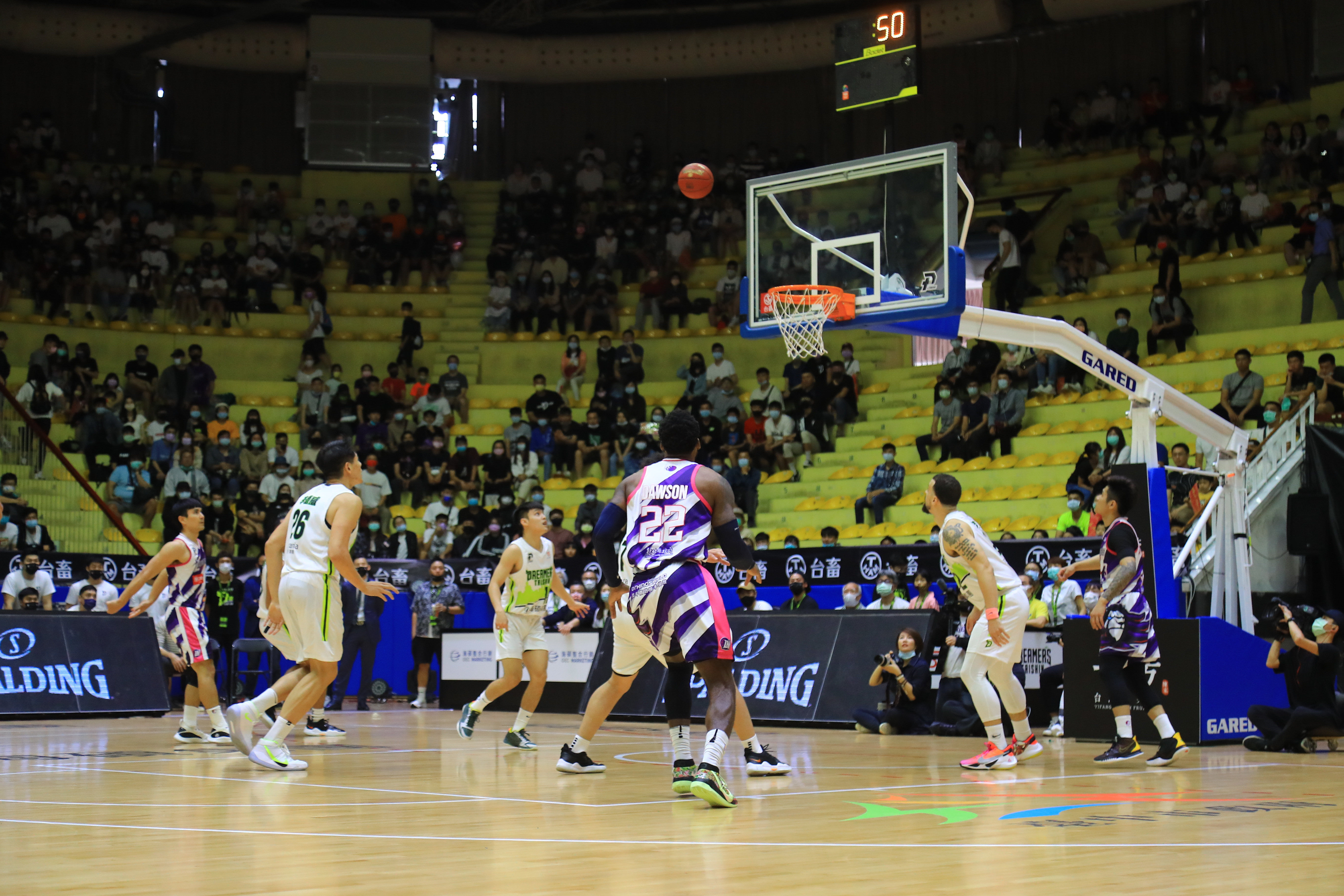
I Dreamers durante una partita della P. League+

- Chou Po-Chen (周柏臣)
- Douglas Creighton (簡浩)
- Lee Hsueh-Lin (李學林)
- Lee Te-Wei (李德威)
- Lin Chun-Chi (林俊吉)
- Ma Chien-Hao (馬建豪)
- Jonah Morrison (譚傑龍)
- Tien Lei (田壘)
- Wu Chia-Chun (吳家駿)
- Wu Yung-Sheng (吳永盛)
- Yang Chin-Min (楊敬敏)

Import
- Anthony Bennett
- Julian Boyd
- Brandon Gilbeck
- Ricky Ledo
- Devyn Marble
- Chris McCullough
- Malcolm Miller